# Acidia japonica
Acidia japonica är en tvåvingeart som beskrevs av Tokuichi Shiraki 1933. Acidia japonica ingår i släktet Acidia och familjen borrflugor. Inga underarter finns listade i Catalogue of Life.